# Teshie
Teshie é uma cidade costeira no distrito municipal de Ledzokuku, um distrito na região da Grande Acra    do sudeste de Gana . 

Teshie é o nono assentamento mais populoso de Gana, com uma população de 182 mil habitantes.